# 林野の花々 (バレエ)
『林野の花々』 （りんやのはなばな、英: Flowers of the Forest） は、1985年にサドラーズ・ウェルズ・ロイヤル・バレエ団 （現在のバーミンガム・ロイヤル・バレエ団の前身） で初演されたデヴィッド・ビントレー振付による1幕物のバレエ作品。
スコットランドをテーマにした2部構成の作品で、マルコム・アーノルドおよびベンジャミン・ブリテンという2人の異なるイギリス人作曲家の曲を用いる。

## 作品の概要
前半はアーノルドの 《4つのスコットランド舞曲》〔作品59〕、後半はブリテンの 《スコットランドのバラード》〔作品26〕を用いる。遠くに山が見える風景の中、前半は踊りによってスコットランド人のユーモアと陽気さが表現される。後半は照明によって場が緑色となり、威風堂々の踊りが展開される。
出演するのは男女各10名の合計20名で、前半の男性はスコットランドの伝統衣装であるキルト姿で、後半の男性は18世紀中頃の軍服に近いキルトを着て踊る。なお作品の名称 “Flowers of the Forest” は、もともとは、1513年にスコットランド王ジェームズ4世がイングランドに侵入しようとして敗れたフロッデンの戦いの戦死者を悼むために歌われてきたスコットランド民謡のことを指す。

## 成立
サドラーズ・ウェルズ・ロイヤル・バレエ団 （以下SWRB) に入団して3年目、まだ21歳だったビントレーは1979年のある週末、引退が近づいていた18歳年上の女性プリンシパルのヴィヴィアン・ロレインから、彼女らが本業の合間におこなう自主公演のための作品を制作するよう依頼された。そこで前述のアーノルドの曲を用い、男女3組が踊る小品 『スコットランド舞曲』 (Scottish Dances) として作ったのが本作品の前半部である。この 『スコットランド舞曲』 はロレインらによって同年、巡演先のイスラエルで初演された。
その後ビントレーは、ブリテンの死後再発売された音盤によって 《スコットランドのバラード》 を知った。この曲はブリテンが第二次世界大戦中の1941年に作曲したもので、フロッデンの戦いを回想するバラードであると同時に、1941年当時各所で発生していた戦死者を悼むものだった。この曲の大部分は葬送行進曲であり、曲単体ではバレエ化には向かないものの、既に発表していた『スコットランド舞曲』に付け加えることで作品に歴史的な重みを加えることができると判断したという。
このビントレーの構想は1985年当時SWRBの芸術監督だったピーター・ライトの理解を得られ、当時プリンシパルだったマーガレット・バルビエリ、ローランド・プライス、ソリストのサンドラ・マジウィックらを用いて後半部の振付を完成させた。同年6月14日、SWRBの国内巡演先だったバーミンガムのヒッポドローム劇場において、三本立て公演の中の一演目 『林野の花々』 として初演された。

### その後
1986年以降も繰り返し上演されており、現在でもバーミンガム・ロイヤル・バレエ団 （以下BRB） の演目に残っている。なお前半部 『スコットランド舞曲』 はもともと独立した作品だったことから、1986年以後もロイヤル・バレエ学校の学校公演やイギリス国外のバレエ団で上演されている。
日本ではまず 『スコットランド舞曲』 がKバレエカンパニーによって2000年6月7日に神奈川県民ホールで国内初演が行われた。その後2017年8月5日に後半部を含めた作品全編の日本初演がスターダンサーズ・バレエ団によって新国立劇場で行われた。

## 吉田都、佐久間奈緒らとの関わり
『林野の花々』 が制作された当時SWRBのコール・ド・バレエだった吉田都は、この作品に繰り返し出演した。吉田にとっては初めて踊るビントレー作品だったという。吉田はその後遅くとも1986年末までに、当時ソリストの階級だったグレアム・ルスティク (Graham Lustig) を相方として、この作品の前半部のソロ役を踊った。吉田がSWRBおよびBRBの現役時代に踊ったのはこの前半部の役のみだったという。
なおBRBがこの作品を2014年10月に再演した際には、プリンシパルの佐久間奈緒がイアン・マッケイを相方として、平田桃子がジェイミー・ボンドを相方として吉田と同じ前半部のソロ役を踊った。またこのときソリストの階級だった厚地康雄は同じくソリストのデリア・マシューズを相方として後半部 《スコットランドのバラード》 のソロ役を踊った。